# Чилі на літніх Олімпійських іграх 1956
Чилі на літніх Олімпійських іграх 1956 була представлена 33 спортсменами (31 чоловік та 2 жінки), які брали участь в 22 змаганнях з 8 видів спорту.
Станом на 2020 рік Олімпійські ігри 1956 стали найуспішнішими для Чилі за кількістю нагород — спортсмени завоювали дві срібних та дві бонзових медалі.

## Медалісти
| Спортсмен          | Вид спорту            | Дисципліна    | Місце  |
| ------------------ | --------------------- | ------------- | ------ |
| Марлен Аренс       | Легка атлетика        | метання списа | Срібло |
| Рамон Тапія        | Бокс, середня вага    |               | Срібло |
| Клаудіо Барріентос | Бокс, легша вага      |               | Бронза |
| Карлос Лукас       | Бокс, напівважка вага |               | Бронза |

## Учасники

### Бокс
Спортсменів — 3
Чилі на Олімпійських іграх 1956 року в Мельбурні представляли троє боксерів, і кожен завоював олімпійську нагороду.

### Легка атлетика
В змаганнях з легкої атлетики від Чилі взяли участь 6 спортсменів. Марлен Аренс стала другим чилійським легкоатлетом, що завоював олімпійську нагороду.